# 食用秋海棠
食用秋海棠（学名：Begonia edulis）是秋海棠科秋海棠属的植物，为中国的特有植物。分布在中国大陆的贵州、广东、广西、云南等地，生长于海拔500米至1,500米的地区，多生长于山谷潮湿处、山坡水沟边岩石上、混交林下岩石上以及山坡沟边，目前已由人工引种栽培。

## 别名
葡萄叶秋海棠（中国高等植物图鉴）、南兰（龙津）